# Kamino
Kamino is in Star Wars een planeet buiten de Galactische Republiek. De planeet is door de Jedi-meester Graaf Dooku uit de archieven van Coruscant gewist, waardoor de Jedi lange tijd niets van deze planeet wisten.
De planeet staat bekend als een oceaanwereld. Kamino wordt gekenmerkt door oceanen, woeste stormen, onweer en veel regen. De kaminoanen worden beschermd door hun woningen op palen boven het water.
De inwoners van Kamino - die lichtelijk menselijke trekken hebben - begonnen in opdracht van Graaf Dooku/Darth Tyranus aan de bouw van een leger Clone Troopers voor de Republiek. De kaminoanen dachten echter te maken te hebben met de Jedi Syfo Dyas. Dyas was waarschijnlijk vermoord door Tyranus. De premiejager Jango Fett werd de basis voor het klonen van het menselijke leger, dat in 10 jaar tijd uitgroeide tot volwassen mannen. Dit alles was allemaal de opzet van de Sith Meester Darth Sidious, om zijn eigen weg naar macht te onderbouwen. Dit leger zou de ruggengraat vormen van het Republikeinse en later het Keizerlijke leger. Sidious was namelijk de Meester van Darth Tyranus.
Kamino's hoofdstad heet Typoca City. Hiervan is Lama Su de president. Zijn assistent heet Taun We. Zij zijn beide kaminoanen met lange nekken en grote, zwarte ogen. Zij lopen met een gracieuze tred.
De hele planeet Kamino bestaat uit zee en onrustige cyclonen. De inwoners hebben drijvende steden gebouwd op grote metalen platformen die uit de zee opsteken. Hier liggen ook hun kloonfabrieken en landingsplaatsen. De planeet wordt geteisterd door de regen- en onweersbuien.
Het is onbekend of Kamino na de Kloonoorlogen deel werd van het Galactische Keizerrijk of onafhankelijk bleef.